# Praclifalva lakói

Harci Pracli

A Praclifalva lakói (eredeti cím: Paw Paws vagy Paw Paw Bears) 1985-től 1986-ig vetített amerikai televíziós rajzfilmsorozat, amelyet Ray Patterson rendezett. A forgatókönyvet Matthew O’Callaghan írta. Az animációs játékfilmsorozat producere Berny Wolf. A zenéjét Hoyt Curtin szerezte. A tévéfilmsorozat a Hanna-Barbera Productions gyártásában készült, az USA Network forgalmazásában jelent meg. Műfaja: fantasy kalandfilm- és filmvígjáték-sorozat. Amerikában 1985. október 31. és 1986. február 2. között szindikációs sugárzás keretében vetítették, majd az 1990-es évek végén a Cartoon Network vetítette. Magyarországon 1989. augusztus 11. és 1989. október 20. között az MTV2 sugározta péntekenként, 1990. március 5. és május 28. között ismételte hétfőnként.

## Ismertető
A praclik indiánmedvék, akik Praclifalván élnek és indián sátrakban laknak. A praclik főnöke Pracli Papa, aki a faluban hozza meg a döntéseket. A falu közelében, egy szikla csúcsán áll egy hatalmas nagy totemoszlop, a „Bálvány”, amelynek varázsereje van. Prac Lili a hercegnő adja a Bálványnak a varázserőt, a bűvös köve segítségével, amit a nyakában hord. A Bálvány védi meg a praclikat a veszélyektől. A praclik ellenségei a mancsok, akiknek vezetője Sötét Mancs. Uralkodni akarnak a praclik fölött, de a Bálványnak köszönhetően minden tervük füstbe megy. Olykor a mancsok gonoszságuk mellett, bizonyos esetekben mégis összetartanak a praclikkal.

## Szereplők

### Főszereplők
- Prac Lili (Princess Paw Paw) – A hercegnő, egy szép medált hord a nyakában, amely egyben a varázsköve is, ezzel kelti életre a Bálványt. Van egy sípja is, amellyel a lovát hívja magához, Paci Praclit.
- Harci Pracli (Brave Paw) – Nagyon bátor pracli, mindennel szembe mer szállni.
- Kaci Pracli (Laughing Paw) – Aranyos praclilány, nagyon sokat kacag. Van egy kiskutyája, akit Vau Praclinak hívnak, mindig összetart vele.
- Cidri Pracli (Trembly Paw) – Nagyon ijedős pracli, mindentől fél.
- Maci Pracli (Mighty Paw) – Pocakos pracli, szeret enni, szép medált hord a nyakában.
- Doki Pracli (Doctor Paw) – A doktor pracli, a praclikat és a praclik lovait gyógyítja.
- Vau Pracli – Kaci Pracli kutyája, gyakran a táskájában tartja.
- Pracli Papa (Wise Paw) – A praclik vezére, a faluban hozza meg a döntéseket, sétabottal jár.
- Paci Pracli – Prac Lili lova, csak akkor engedelmeskedik a szóra ha egyben hallja Prac Lili sípszavát is. Ha valaki kezébe kerül a síp és belefúj, akkor neki fog engedelmeskedni.
- Patkó Pracli – Harci Pracli lova, a gazdájának sípszó nélkül is engedelmeskedik.
- Pici Paci – Bátortalan kiscsikó, mivel nagyon félénk összetart Cidri Praclival.
- Sötét Mancs (Dark Paw) – A mancsok vezetője, minden akarata, hogy uralkodjon valahogy a praclik felett. Van egy villámló botja, amivel fenyegetni tudja a segédeit.
- Sunyi Mancs (Slippery Paw) – Sötét Mancs egyik segédje, minden alkalommal segít Sötét Mancs gonosz terveiben.
- Morc Mancs (Bumble Paw) – Sötét Mancs másik segédje, fontos esetekben segít Sötét Mancs gonosz terveiben.
- Banya Mancs (Aunt Pruney) – Gonosz boszorkány, Sötét Mancs nagynénje, unokaöccse hozzáfordul segítségül, ha valamire nincs kész ötlete.
- Korcs Mancsok – Sötét Mancs kutyái, néha Sötét Mancsnak segítenek gonosz tervekben.
- Bálvány (The Totem Animals) – Az öreg hatalmas szobor, egy teknős, egy medve és egy sas együtt. Prac Lili varázserőt biztosít nekik, ennek köszönhetően védik meg a praclikat veszélyektől.

### Mellékszereplők
- Dzsinn (Eugene the Genie) – A csodalámpa bűvös szelleme, ebben a mesében a faját tekintve macska, a nagy dzsinn torna eredményében a nyertesnek három kívánságot teljesített.
- Praclosz (Medicine Paw) – Öreg pracli múmia, a fiatal praclik őse.
- Praclosz neje – Praclosz király felesége, Praclosz keresi őt, amíg meg nem találja. Összetéveszti Prac Lilit vele. Amikor rájön Prac Lili más, akkor már inkább Prac Lili után akar menni. De a neje megtiltja neki, hogy utána menjen.
- Banya Mancs sárkánya – Banya Mancs segédje, a laboratóriumában.
- Termeszek – Termeszhangyakatonák, akik megeszik a fát. Egyszer Sötét Mancs azt akarta egyék meg a Bálványt, de az a terve füstbe ment. Egyszer az Ellenbálványt is segítettek Sötét Mancsnak elkészíteni.
- Termesz Tódor Generális – A termeszbakák főnöke, a csapatban hozza meg a döntéseket.
- Termesz Baka Kuka – Sorkatona a termeszbakák között, aki egy kicsit kuka. Sötét Mancsot véletlenül bedobta a szemétdombra a fűrészporral együtt.
- Zöld zabálók – Kis zöld színű szörnyek, akik éjszaka kifosztják Praclifalvát, étel irányt.
- Zöld zabálók császára – A kis zöld színű szörnyek császára, aki a Zöld Zabálók között hozza meg a döntéseket.

### Epizódszereplők
- Ellenbálvány (The Dark Totem) – Sötét Mancs magáról formázott egy nagy szobrot, amelybe gépezetet szereltek. E segítségével akarták megszerezni a Bálvány bűvös kövét.
- Taxis hal – Hal a tomboló folyóban, aki fújás hangjára átsegít bárkit a folyón, aki arra jár.
- Mocsári monstrum – Monstrum a mocsok mocsárban, aki elhajít bárkit, aki felébreszti.
- Barlangi szörny – Szörny a barlangban, aki Kaci Praclit és Vau Praclit majdnem elkapta.
- Nagy Tappancs – Óriáslábú állat, kinek tüske ment a lábába, és a Praclik segítettek rajta.
- Borzongató barlanglakó – Nagy szörny a kék barlangban, akit Sötét Mancs a szolgájának akar befogni.
- Aranysólyom – Sólyom, aki amikor a Bálvány ideiglenesen elmegy, akkor arannyá változik, és erőt ad a Pracliknak.
- Álaranysólyom – A mancsok által készített sólyom. A valódi aranysólyom helyébe, ezzel akarták félrevezetni a Praclikat, hogy arany színűre festették, de ez a tervük nem sikerült.
- Műbálvány – A Praclik által a Bálvány formájáról készített szobor a faluban. A falu díszítésére csinálták Pracli Papa egyik születésnapjára.
- Hápi – Kiskacsa, akinek megsebesülnek a szárnyai, és a Praclik meggyógyítják.
- Méhecskék – A méhkirálynő alattvalói. Pracli Papának három csupor mézet hoznak ajándékba, a születésnapjára.
- Méhkirálynő – A méhecskék királynője, belerepül egy pókhálóba, és a praclik megmentik. Pracli Papa születésnapjára három csupor mézet kap tőle ajándékba.
- Szellemek – Kísértetek, akik bárkikbe belebújva, öreggé csinálták az illetőt.

## Magyar hangok
- Prac Lili – Málnai Zsuzsa
- Harci Pracli – Gyabronka József
- Maci Pracli – Székhelyi József
- Kaci Pracli – Oszvald Marika
- Cidri Pracli – Botár Endre
- Pracli Papa – Harsányi Gábor
- Sötét Mancs – Kézdy György
- Sunyi Mancs – Rudolf Péter
- Morc Mancs – Pálos Zsuzsa
- Banya Mancs – Hacser Józsa
- Bálvány Medve – Képessy József
- Zöld zabálók császára – Domahidy László
- Dzsinn – Szuhay Balázs
- Pracli Doki – Sallai Tibor
- Nőstényoposszum – Papp Ágnes
- Pracli, aki a zöldzabálók foglya volt – Tordy Géza
- Nagy Tappancs – Gruber Hugó
- Méhkirálynő – Szerencsi Éva
- Termesz Tódor Generális; Pracli kommentátor – Elekes Pál
- Dörzs őrmester; Taxis hal – Horváth Gyula
- Hamis pracli lány – Hűvösvölgyi Ildikó
- Pracli bíró; Praclosz – Halász László
- Praclosz neje – Győri Ilona
- Pracli múmiák – Imre István, Szűcs Sándor, Rácz Géza, Juhász Tóth Frigyes
- Narrátor (főcímdalban) – Haumann Péter
- Felolvasó – Gruber Hugó, Kiss Mari

## Epizódok
Ahol az epizódnál nem szerepel magyar cím, az azért van, mert valószínűleg még nem adták le magyarul, így nem is lehet tudni az angol cím magyar megfelelőjét.
A többinél a televízióban sugárzott címek szerepelnek.

### 1. évad
| #   | Kód | Eredeti cím                  | Magyar cím              | Eredeti bemutató     | Magyar bemutató      |
| --- | --- | ---------------------------- | ----------------------- | -------------------- | -------------------- |
| 1.  | 1.  | The Big Spill                | Az árvíz                | 1985. szeptember 15. | 1989. augusztus 11.  |
| 2.  | 4.  | The Wishing Star Crystal     | A bűvös kristály        | 1985. szeptember 22. | 1989. szeptember 8.  |
| 3.  | 6.  | The Flying Horse Napper      | Paci Pracli elrablása   | 1985. szeptember 29. | 1989. szeptember 15. |
| 4.  | 11. | The Creepy Cave Creature     | Borzongató barlanglakó  | 1985. október 6.     | 1989. október 20.    |
| 5.  | 12. | Greedy Greenies              | Zöld zabálók            | 1985. október 13.    | 1989. október 27.    |
| 6.  | 3.  | The Rise of the Evil Spirits | Kísértetjárás           | 1985. október 20.    | 1989. augusztus 25.  |
| 7.  | 7.  | The Genie-athalon            | A nagy dzsinn-torna     | 1985. október 27.    | 1989. szeptember 22. |
| 8.  | 2.  | The Golden Falcon            | Az aranysólyom          | 1985. november 3.    | 1989. augusztus 18.  |
| 9.  | 8.  | Honey of a Robbery           | A nagy mézrablás        | 1985. november 10.   | 1989. szeptember 29. |
| 10. | 5.  | Tot 'em Termi' Nation        | Termeszkedés            | 1985. november 17.   | 1989. november 10.   |
| 11. | 9.  | Waif Goodbye to the Paw Paws | Banya Mancs főfurfangja | 1985. november 24.   | 1989. október 6.     |
| 12. | 13. | The Dark Totem Pole Monster  | Az ellenbálvány         | 1985. december 1.    | 1989. november 3.    |
| 13. | 10. | Dark Paw Under Wraps         | Gézbengúz               | 1985. december 8.    | 1989. október 13.    |

### 2. évad
| #   | #  | Cím                           | Bemutató           |
| --- | -- | ----------------------------- | ------------------ |
| 14. | 1. | Genie Without a Lamp          | 1985. december 15. |
| 15. | 2. | Egging Dark Paw On            | 1985. december 22. |
| 16. | 3. | Two Heads Are Better than One | 1985. december 29. |
| 17. | 4. | The Great Paw Paw Turnaround  | 1986. január 5.    |
| 18. | 5. | The Lost Lake Monster         | 1986. január 12.   |
| 19. | 6. | Totem Time Trip               | 1986. január 19.   |
| 20. | 7. | S'no Business                 | 1986. január 26.   |
| 21. | 8. | The Zip Zap 4-D Trap          | 1986. február 2.   |